# Kopułka wysmukła
Kopułka wysmukła (Eumenes coarctatus) – gatunek owada błonkoskrzydłego z rodziny osowatych (Vespidae), nietworzącego kolonii i żyjącego samotnie.

## Występowanie
Gatunek występuje w całej Europie, od Skandynawii po Włochy i od Hiszpanii po Polskę, gdzie został stwierdzony głównie w większych miastach (co zapewne wynika z obecności tam entomologów), takich jak Bytom, Szczecin, Bydgoszcz i Warszawa. 

## Budowa
Kształt jak na zdjęciu. Całe ciało pokryte dość długimi, odstającymi, brązowymi włoskami (zwłaszcza charakterystyczne są włoski nadustka oraz tergitu i sternitu II segmentu odwłoka). Nadustek samicy zwykle czarny. Tergit II segmentu obły (nieściśnięty z boku). Tergit III samicy cały czarny lub z wąską żółtą przepaską. Pozostałe tergity czarne, czasami jeszcze IV tergit może mieć niewielką żółtą plamę. Skrzydła przydymione. Samica ma długość 12–15 mm, natomiast samce są mniejsze i mają 11–13 mm długości. 

## Gniazdo

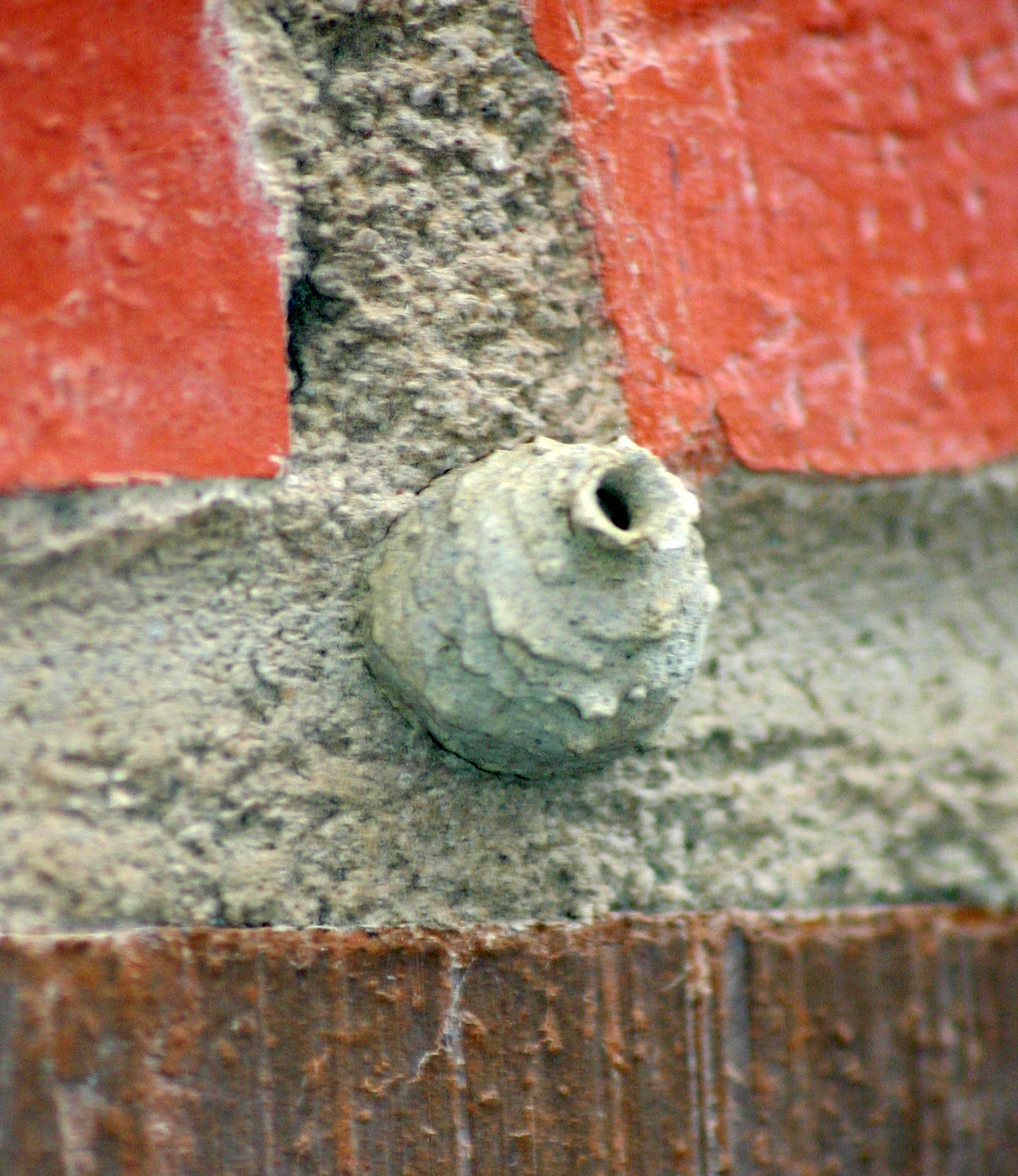
Jednokomórkowe gniazdo kopułki

Samice w nasłonecznionych miejscach, budują z delikatnej gliny dzbanuszkowate, jednokomórkowe gniazda przyczepione do muru lub sztywnych roślin. Do wnętrza składają jedno jajo i gąsienicę służącą za pokarm. Następnie komórkę zamykają znacznie węższym, stożkowatym wieczkiem z otworem. 